# Orietta Berti (singolo)
Orietta Berti è un singolo del cantautore italiano Marco Forieri pubblicato il 12 giugno 2016 come primo estratto dal suo primo album Furiology.

## Descrizione
Il brano è stato scritto e composto dallo stesso Marco Forieri.

## Video
Il videoclip che accompagna il brano è stato prodotto grazie al ricavato della campagna di crowdfunding Furiology - Furio nudo! sostenuta da più di 160 "raiser". È stato girato nel maggio 2016 al Forte Marghera (Venezia), con la fotografia di Giovanni Pellegrini, il montaggio e gli effetti visivi di Riccardo Castelli.

## Tracce
Testi e musiche di Marco Forieri.
1. Orietta Berti – 3:48
2. Orietta Berti (extended version) – 4:22